# Râul Herepea, Târnava Mică
Râul Herepea este un curs de apă, afluent al râului Târnava Mică. 

## Hărți
- Harta județului Mureș